# Боднарук Любомир Мирославович
Боднарук Любомир Мирославович (1 червня 1938, Чортків — 7 грудня 2009, Чернігів) — український хормейстер, музикант і педагог. Заслужений діяч мистецтв України.

## Життєпис
Народився 1 червня 1938 року в місті Чортків Тернопільського воєводства Польщі (нині Тернопільська область України). Музичну освіту здобув у Чернівецькому музичному училищі та Львівській консерваторії. Працював з уславленим Гуцульським ансамблем пісні і танцю Івано-Франківської обласної філармонії.
З 1979 року життя і творча діяльність митця нерозривно пов'язані з Черніговом, куди талановитий диригент прибув для створення ансамблю пісні і танцю «Полісся». 1984 року Любомира запросили на роботу до Чернігівського музичного училища ім. Ревуцького. З 1996 року — він незмінний художній керівник і головний диригент Чернігівського камерного хору ім. Бортнянського Чернігівського обласного філармонійного центру фестивалів і концертних програм. Колектив за роки свого існування став лауреатом багатьох конкурсів і фестивалів, здобув визнання на всеукраїнському та міжнародному рівні.
Одночасно з активною творчою роботою Любомир Боднарук вів послідовну музично-громадську діяльність. Очолював обласне відділення хорового товариства ім. Леонтовича, ініціював проведення щорічних дитячих хорових фестивалів «Свято хору» та свята дитячої хорової музики «Сонечко».
Помер 7 грудня 2009 року у віці 71 року в Чернігові, похований на міському кладовищі "Яцево".

## Нагороди
- Орден «За заслуги» ІІІ ступеня (19 серпня 2008) — за значний особистий внесок у соціально-економічний, культурний розвиток Української держави, вагомі трудові досягнення та з нагоди 17-ї річниці незалежності України[1].
- Заслужений діяч мистецтв України (16 квітня 1999) — за особистий внесок у розвиток національної культури і мистецтва, вагомі творчі здобутки[2].
- Заслужений працівник культури Української РСР (10 грудня 1990) — за заслуги у розвитку і пропаганді хорового мистецтва, значний особистий вклад в музично-естетичне виховання населення[3].
- Почесний громадянин Чернігова (12 вересня 2008)[4].

## Джерело
- Любомир Боднарук відкрив для Чернігова скарби духовної музики [Архівовано 14 липня 2014 у Wayback Machine.] // gorod.cn.ua. — 2010. — 18 січня.
- Бадалов Олег. Любомир Мирославович Боднарук. Творчий портрет хормейстера (до 100-річчя від дня заснування Чернігівського музичного училища). Монографія. Чернігів : ЧОУНБ ім. В. Г. Короленка, 2004. 48 с.: іл.
- Бадалов Олег. Шлях Хормейстера: життя і творчість Любомира Мирославовича Боднарука (монографічне дослідження). Чернігів : ФОП Пирковська, 2013. 172 с.: іл.
- Бадалов Олег. Репертуар камерного хору ім. Д. Бортнянського як джерело дослідження хорового життя Чернігівщини / Сучасний соціокультурний простір: матеріали Дев’ятої Міжн. наук.-практ. інтернет-конф. 20–22 вересня 2012 р. К., 2012. Ч. 2. С. 3–6.
- Бадалов Олег. Черниговский камерный хор им. Д. Бортнянского в контексте фестивального движения Украины конца ХХ – начала XXI вв. / Традиции и современное состояние культуры и искусств : материалы науч.-практ. конф. 28–29 ноября 2013 г. Минск, 2013.
- Бадалов Олег. Національно-виховний потенціал музично-педагогічної діяльності Любомира Боднарука / Педагогічні обрії: наук.-метод. журнал управління освіти і науки Чернігівської обласної державної адміністрації і Чернігівського обласного інституту післядипломної педагогічної освіти ім. К. Д. Ушинського. Чернігів, 2013. № 1 (71). С. 66–69.
- Бадалов Олег. Маркетингові основи творчої діяльності керівника камерного хору ім. Д. Бортнянського Л. М. Боднарука / Актуальні проблеми історії, теорії та практики художньої культури : зб. наук. праць. К.: Міленіум, 2012. Вип. ХХІХ. С. 428–433.
- Бадалов Олег. Принципи творчої роботи Л. М. Боднарука: до питання виконавського стилю хормейстера / Культура і сучасність: альманах. К.: Міленіум, 2012. № 2. С. 128–132.
- Бадалов Олег.  Диригентсько-хорова творчість Л. М. Боднарука у контексті розвитку української духовності Чернігівщини / Культура України : зб. наук. праць. Харків: ХДАК, 2013. Вип. 41. С. 223–230
- Бадалов Олег. Діяльність студентських хорів у контексті розвитку академічного хорового виконавства Чернігівщини  / Мистецтвознавчі записки: зб. наук. праць. К.: Міленіум, 2013. Вип. 23. С. 196–201
- Бадалов Олег. Творча діяльність ансамблю пісні і танцю «Полісся» як передумова розвитку професійного хорового виконавства Чернігівщини / Вісник Національної академії керівних кадрів культури і мистецтв: наук. журнал. К.: Міленіум, 2013. № 4. С. 166–170.

| Диригент | Це незавершена стаття про диригента або диригентку. Ви можете допомогти проєкту, виправивши або дописавши її. |